# 卫溪街道
卫溪街道是中华人民共和国河南省鹤壁市浚县下辖的一个街道办事处。

## 行政区划
卫溪街道下辖以下村级行政区划单位：
西街村、桥西村、顺河村、菜园村、南街村、南关村、南关外村、北街村、东街社区、罗庄村、王寺庄村、郭庄村、西王桥村、东长村、西长村、南杨庄村、秦禹庄村、南高庄村、晏庄村、傅庄村、八里庄村、西宋庄村、将军墓村、水峪村和花地村。

## 中国传统村落
2013年8月，西街村被评为第二批中国传统村落。